# نيو بوسطن
نيو بوسطن (بالإنجليزية: New Boston)‏ هي مدينة في مقاطعة هيلزبورو في نيو هامبشير في الولايات المتحدة. بلغ عدد السكان 5,321 في تعداد عام 2010. نيو بوسطن هي موطن مهرجان مقاطعة هيلزبورو الزراعي السنوي ومدفع مولي ستارك.

## معرض صور

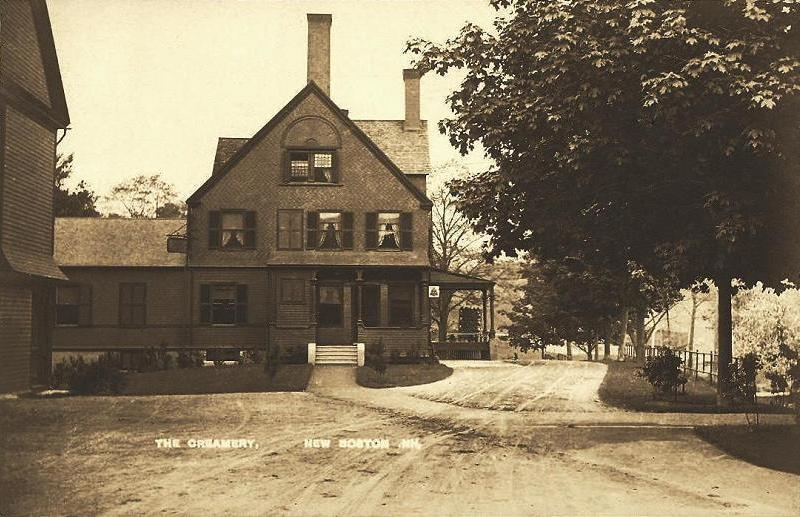
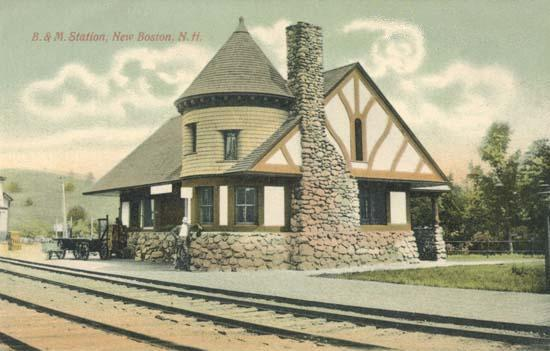
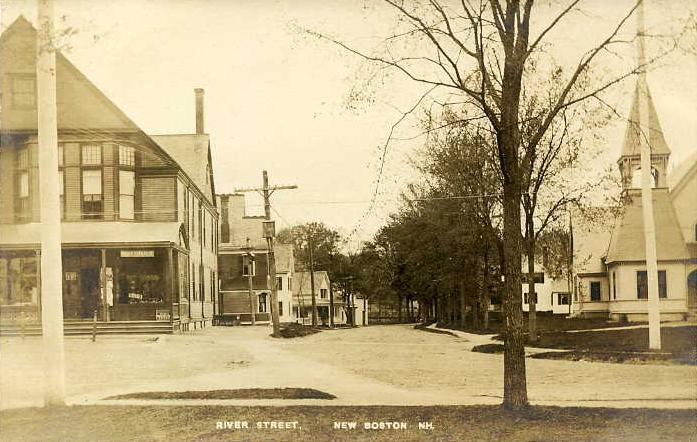
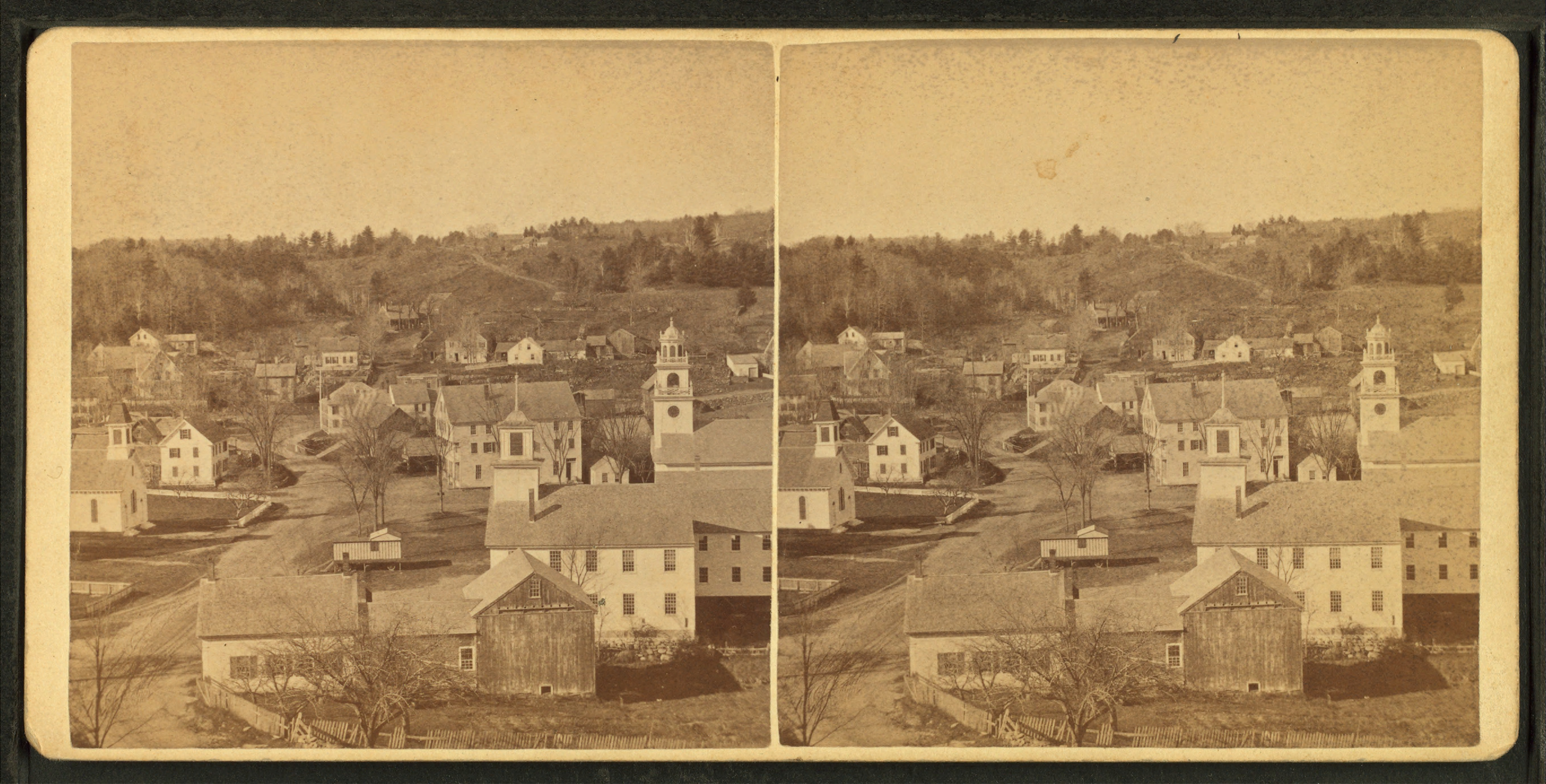
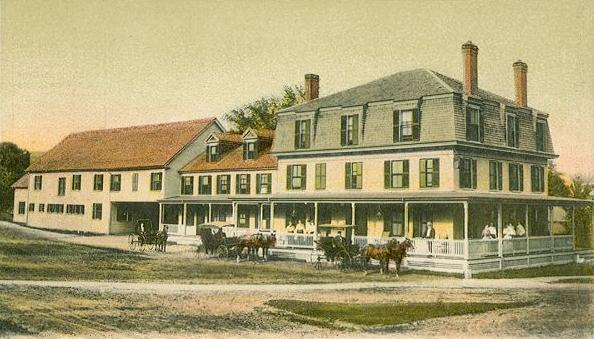
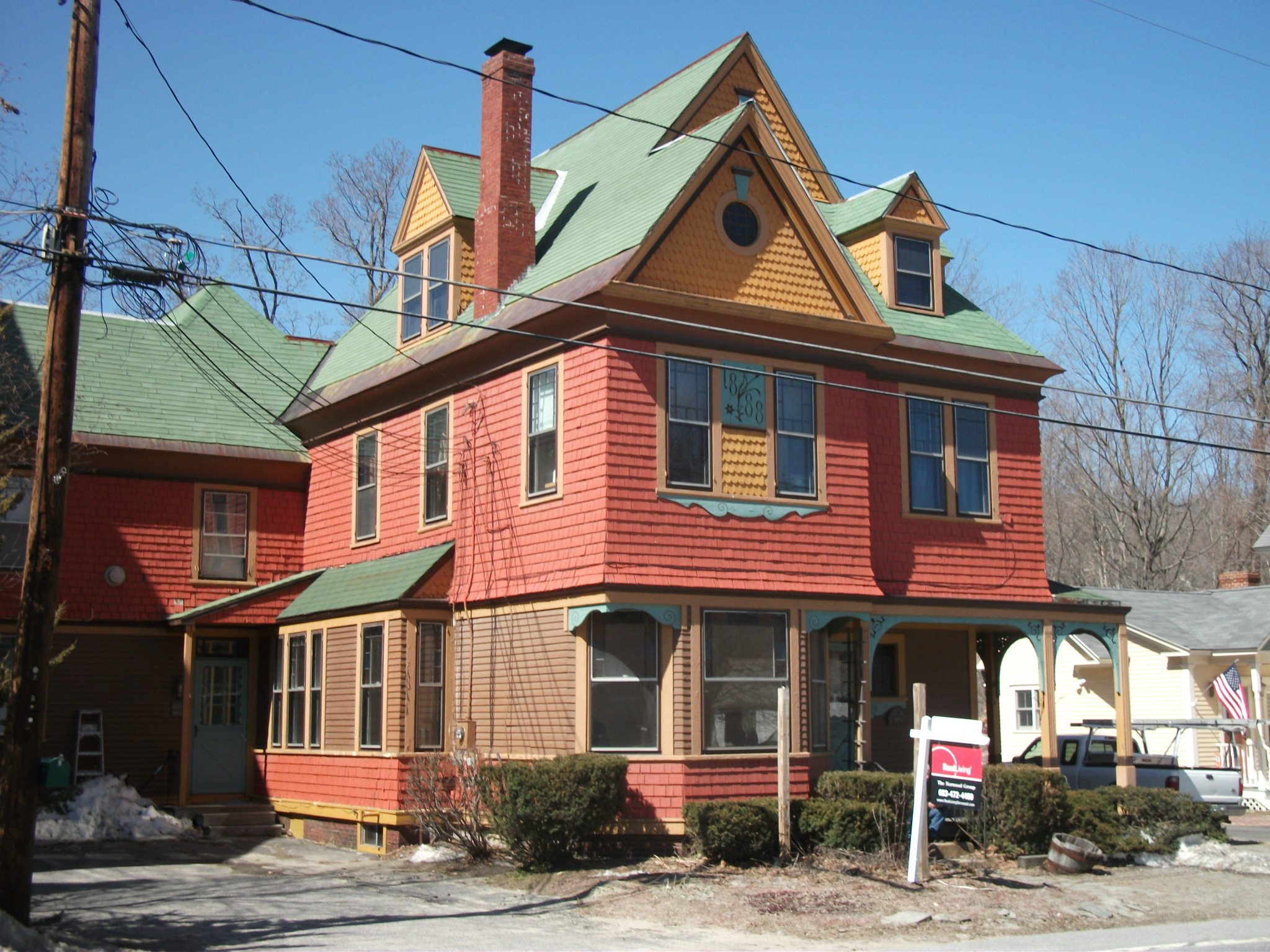

## أعلام
- صموئيل جريج
- جورج لوك سميث
- ويليام ويلسون
- جورج س. ويبل
- ريتشارد رالف

## روابط خارجية
- موقع مدينة نيو بوسطن الرسمي
- جمعية نيو بوسطن التاريخية
- موقع عائلة توماس سميث، أول مستوطن في نيو بوسطن
- مهرجان مقاطعة هيلزبورو الزراعي
- الملف على مكتب العمل الاقتصادي ومعلومات السوق في نيو هامبشير